# خوسيه مارتين لوبيز سيسنيروس
خوسيه مارتين لوبيز سيسنيروس هو سياسي مكسيكي، ولد في 11 نوفمبر 1972 في مونتيري في ولاية نويفو ليون. نشط حزبياً في حزب العمل الوطني. وقد انتخب عضو مجلس النواب المكسيك ‏.